# Rodewischer Schachmiezen
Rodewischer Schachmiezen – niemiecki klub szachowy z siedzibą w Rodewisch.

## Historia
Klub został założony w 1957 roku pod nazwą FSG Wissenschaft Rodewisch i miał charakter studencki. W 1984 roku klub podjął rywalizację we wschodnioniemieckiej Regionallidze, a w 1989 roku awansował do DDR-Ligi. We wrześniu 1990 roku klub przyjął nazwę Rodewischer Schachmiezen der FSG Wissenschaft. Po zjednoczeniu Niemiec klub występował w 2. Bundeslidze. W listopadzie 1992 roku postanowiono o zmianie nazwy na Rodewischer Schachmiezen. W 1993 roku zespół awansował do Bundesligi. W inauguracyjnym sezonie klub zajął dziewiąte miejsce, zapewniając sobie potrzebny do utrzymania punkt w ostatniej rundzie. W sezonie 1994/1995 klub zdobył wicemistrzostwo kraju, ulegając jedynie Dresdner SC 1898. W 1996 roku klub zadebiutował w Pucharze Europy. Niemiecki zespół wygrał wówczas 3:1 z ŠK Nova Gorica i przegrał takim samym stosunkiem z Kyjiwską Szkołą Hrosmejsteriw. W 1997 roku drużyna zajęła trzecie miejsce w lidze, za Elberfelder SG 1851 i Krefelder SK Turm 1851. W sezonie 1998 klub po raz drugi uczestniczył w Pucharze Europy. W fazie grupowej klub przegrał wówczas wszystkie mecze (0:4 z Hugartem Rybnik, 1½:2½ z Viktorią Žižkov, 1:3 z BAS Belgrad). W kolejnym roku zespół zdobył Puchar Niemiec, pokonując w finale SC Leipzig-Gohlis. W sezonach 2004/2005 i 2005/2006 klub zdobywał wicemistrzostwo Niemiec, za odpowiednio OSC Baden-Baden i Dresdner SC. 
Zawodniczkami klubu były m.in.: Monika Bobrowska, Anastasija Bodnaruk, Krystyna Dąbrowska, Zuzana Hagarová, Inna Haponenko, Martina Kořenová, Katarzyna Lewandowska, Melanie Lubbe, Kateryna Łahno, Joanna Majdan, Türkan Məmmədyarova, Julia Mowsesjan, Anna Rudolf, Maria Schöne, Fiona Sieber, Claudia Steinbacher, Alicja Śliwicka, Regina Theissl-Pokorná, Stawrula Tsolakidu, Anna Warakomska, Tatjana Wasilewicz, Martyna Wikar, Natalija Zdebska i Nastassia Ziaziulkina.